# Пульсирующий воздушно-реактивный двигатель
Пульсирующий воздушно-реактивный двигатель (ПуВРД) — вариант воздушно-реактивного двигателя. В ПуВРД используется камера сгорания с входными клапанами и длинное цилиндрическое выходное сопло. Горючее и воздух подаются периодически.
Цикл работы ПуВРД состоит из следующих фаз:
- Клапаны открываются и в камеру сгорания поступает воздух и горючее, образуется воздушно-топливная смесь.
- Смесь поджигается с помощью искры свечи зажигания. Образовавшееся избыточное давление закрывает клапан.
- Горячие продукты сгорания выходят через сопло, создавая реактивную тягу и технический вакуум в камере сгорания.

ПуВРД обладает большим удельным импульсом по сравнению с ракетными двигателями, но уступает по этому показателю турбореактивным двигателям. Существенным ограничением является также то, что этот двигатель для эффективной работы требует разгона до скорости 100 м/с и его использование ограничено скоростью порядка 250 м/с.

## История
Первые патенты на пульсирующий воздушно-реактивный двигатель были получены (независимо друг от друга) в 1860-х годах Шарлем де Луврье (Франция) и Николаем Афанасьевичем Телешовым (Россия). 
Немецкие конструкторы, ещё накануне Второй мировой войны проводившие широкий поиск альтернатив поршневым авиационным двигателям, не обошли вниманием и это изобретение, долгое время остававшееся невостребованным. Наиболее известным летательным аппаратом (и единственным серийным) c ПуВРД Argus As-014 производства фирмы Argus-Werken, явился немецкий самолёт-снаряд Фау-1. Главный конструктор Фау-1 Роберт Люссер выбрал для него ПуВРД не ради эффективности (поршневые авиационные двигатели той эпохи обладали лучшими характеристиками), а, главным образом, из-за простоты конструкции и, как следствие, малых трудозатрат на изготовление, что было оправдано при массовом производстве одноразовых снарядов, серийно выпущенных за неполный год (с июня 1944 по март 1945) в количестве свыше 10 тыс. единиц. 
После войны исследования в области пульсирующих воздушно-реактивных двигателей продолжились во Франции (компания SNECMA) и в США (Pratt & Whitney, General Electric).

Результаты этих разработок заинтересовали военных США и СССР. Был разработан ряд опытных и экспериментальных образцов. Первоначально основная проблема ракет «воздух-поверхность» заключалась в несовершенстве инерциальной системы наведения, точность которой считалась хорошей, если ракета с дальности в 150 километров попадала в квадрат со сторонами 3 километра. Это привело к тому, что с боезарядом на основе обычного взрывчатого вещества данные ракеты имели низкую эффективность, а ядерные заряды в то же время имели ещё слишком большую массу (несколько тонн). 
Когда же появились компактные ядерные заряды — уже была отработана конструкция более эффективных турбореактивных двигателей, поэтому пульсирующие воздушно-реактивные двигатели не получили широкого распространения.
Представители ракет «воздух-поверхность» с пульсирующим воздушно-реактивным двигателем.
- Fi-103
- 10Х · 14Х · 16Х — благодаря использованию двух двигателей был достигнут практический предел скорости полёта для ПуВРД — 980км/ч (270 м/с).
- JB-2

В начале 2010-х годов наблюдается возрождение интереса к ПуВРД: их разработку и испытания проводят General Electric, Pratt & Whitney, SNECMA, а также отечественное НПО «Сатурн».

## Принцип действия и устройство ПуВРД
Пульсирующий воздушно-реактивный двигатель (ПуВРД, англоязычный термин Pulse jet), как следует из его названия, работает в режиме пульсации, его тяга развивается не непрерывно, как у ПВРД или ТРД, а в виде серии импульсов, следующих друг за другом с частотой от десятков герц, для крупных двигателей, до 250 Гц — для малых двигателей, предназначенных для авиамоделей.
Конструктивно, ПуВРД представляет собой цилиндрическую камеру сгорания с длинным цилиндрическим соплом меньшего диаметра. Передняя часть камеры соединена со входным диффузором, через который воздух поступает в камеру.

Между диффузором и камерой сгорания установлен воздушный клапан, работающий под воздействием разницы давлений в камере и на выходе диффузора: когда давление в диффузоре превышает давление в камере, клапан открывается и пропускает воздух в камеру; при обратном соотношении давлений он закрывается.

Клапан может иметь различную конструкцию: в двигателе Argus As-014 ракеты Фау-1 он имел форму и действовал наподобие оконных жалюзи и состоял из наклёпанных на раму гибких прямоугольных клапанных пластинкок из пружинной стали; в малых двигателях он выглядит как пластина в форме цветка с радиально расположенными клапанными пластинками в виде нескольких тонких, упругих металлических лепестков, прижатых к основанию клапана в закрытом положении и отгибающихся от основания под действием давления в диффузоре, превышающего давление в камере. Первая конструкция намного совершеннее — оказывает минимальное сопротивление потоку воздуха, но гораздо сложнее в производстве.
В передней части камеры имеются одна или несколько топливных форсунок, которые впрыскивают топливо в камеру, пока давление наддува в топливном баке превышает давление в камере; при превышении давлением в камере давления наддува, обратный клапан в топливном тракте перекрывает подачу топлива. Примитивные маломощные конструкции нередко работают без впрыска топлива, подобно поршневому карбюраторному двигателю. Для пуска двигателя в этом случае обычно используют внешний источник сжатого воздуха.
Для инициирования процесса горения в камере устанавливается свеча зажигания, которая создаёт высокочастотную серию электрических разрядов, и топливная смесь воспламеняется, как только концентрация горючего в ней достигает некоторого, достаточного для возгорания, уровня. Когда оболочка камеры сгорания достаточно прогревается (обычно, через несколько секунд после начала работы большого двигателя, или через доли секунды — малого; без охлаждения потоком воздуха, стальные стенки камеры сгорания быстро нагреваются докрасна), электрозажигание вовсе становится ненужным: топливная смесь воспламеняется от горячих стенок камеры.
При работе, ПуВРД издаёт очень характерный трещащий или жужжащий звук, обусловленный как раз пульсациями в его работе.
Цикл работы ПуВРД иллюстрируется рисунком справа
- 1. Воздушный клапан открыт, воздух поступает в камеру сгорания, форсунка впрыскивает горючее, и в камере образуется топливная смесь.
- 2. Топливная смесь воспламеняется и сгорает, давление в камере сгорания резко возрастает и закрывает воздушный клапан и обратный клапан в топливном тракте. Продукты сгорания, расширяясь, истекают из сопла, создавая реактивную тягу.
- 3. Давление в камере уравнивается с атмосферным, под напором воздуха в диффузоре воздушный клапан открывается и воздух начинает поступать в камеру, топливный клапан тоже открывается, двигатель переходит к фазе 1.

Кажущееся сходство ПуВРД и ПВРД (возможно, возникающее из-за сходства аббревиатур названий) — ошибочно. В действительности ПуВРД имеет принципиальные отличия от ПВРД или ТРД:
1. Наличие у ПуВРД воздушного клапана, предназначением которого является предотвращение обратного движения рабочего тела вперёд по ходу движения аппарата (что свело бы на нет реактивную тягу). В ПВРД (как и в ТРД) этот клапан не нужен, поскольку обратному движению рабочего тела в тракте двигателя препятствует «барьер» давления на входе в камеру сгорания, созданный в ходе сжатия рабочего тела. В ПуВРД начальное сжатие слишком мало, а необходимое для совершения работы повышение давления в камере сгорания достигается благодаря нагреву рабочего тела (при сжигании горючего) в постоянном объёме, ограниченном стенками камеры, клапаном, и инерцией газового столба в длинном сопле двигателя. Поэтому ПуВРД с точки зрения термодинамики тепловых двигателей относится к иной категории, нежели ПВРД или ТРД — его работа описывается циклом Хамфри (Humphrey), в то время как работа ПВРД и ТРД описывается циклом Брайтона.
2. Пульсирующий, прерывистый характер работы ПуВРД, также вносит существенные различия в механизм его функционирования, в сравнении с ВРД непрерывного действия. Для объяснения работы ПуВРД недостаточно рассматривать только газодинамические и термодинамические процессы, происходящие в нём. Двигатель работает в режиме автоколебаний, которые синхронизируют по времени работу всех его элементов. На частоту этих автоколебаний оказывают влияние инерционные характеристики всех частей ПуВРД, в том числе инерция газового столба в длинном сопле двигателя, и время распространения по нему акустической волны. Увеличение длины сопла приводит к снижению частоты пульсаций и наоборот. При определённой длине сопла достигается резонансная частота, при которой автоколебания становятся устойчивыми, а амплитуда колебаний каждого элемента — максимальной. При разработке двигателя эта длина подбирается экспериментально в ходе испытаний и доводки.

Существует ошибочное представление, что функционирование ПуВРД при нулевой скорости движения аппарата невозможно. Большинство ПуВРД (в отличие от ПВРД) может работать, «стоя на месте» (без набегающего потока воздуха), хотя тяга, развиваемая им в этом режиме, минимальна (и обычно недостаточна для старта приводимого им в движение аппарата без посторонней помощи — поэтому, например, V-1 запускали с паровой катапульты, при этом ПуВРД начинал устойчиво работать ещё до пуска).
Функционирование двигателя в этом случае объясняется следующим образом. Когда давление в камере после очередного импульса снижается до атмосферного, движение газа в сопле по инерции продолжается, и это приводит к понижению давления в камере до уровня ниже атмосферного. Когда воздушный клапан открывается под воздействием атмосферного давления (на что тоже требуется некоторое время), в камере уже создано достаточное разрежение, чтобы двигатель мог «вдохнуть свежего воздуха» в количестве, необходимом для продолжения следующего цикла.
Ракетные двигатели помимо тяги характеризуются удельным импульсом, являющимся показателем степени совершенства или качества двигателя.
Этот показатель является также мерой экономичности двигателя. В приведённой ниже диаграмме в графической форме представлены верхние значения этого показателя для разных типов реактивных двигателей, в зависимости от скорости полёта, выраженной в форме числа Маха, что позволяет видеть область применимости каждого типа двигателей.
ПуВРД — Пульсирующий воздушно-реактивный двигатель, ТРД — Турбореактивный двигатель, ПВРД — Прямоточный воздушно-реактивный двигатель, ГПВРД — Гиперзвуковой прямоточный воздушно-реактивный двигатель.
Двигатели характеризуют рядом параметров:
- удельная тяга — отношение создаваемой двигателем тяги к массовому расходу топлива;
- удельная тяга по весу — отношение тяги двигателя к весу двигателя.

В отличие от ракетных двигателей, тяга которых не зависит от скорости движения ракеты, тяга воздушно-реактивных двигателей (ВРД) сильно зависит от параметров полёта — высоты и скорости. Пока не удалось создать универсальный ВРД, поэтому эти двигатели рассчитываются под определенный диапазон рабочих высот и скоростей. Как правило, разгон ВРД до рабочего диапазона скоростей осуществляется самим носителем либо стартовым ускорителем.
| Характеристика                         | РДТТ         | ЖРД          | ПуВРД   | ТРД         | ПВРД  | ГПВРД |
| -------------------------------------- | ------------ | ------------ | ------- | ----------- | ----- | ----- |
| Рабочий диапазон скоростей, число Маха | не ограничен | не ограничен | 0,3-0,8 | 0-3         | 1,5-5 | >5    |
| Удельная тяга, м/с                     | 2000-3000    | 2000-4000    | ~7000   | 15000-30000 |       |       |
| Удельная тяга по весу                  | нет          | ~100         |         | ~10         |       |       |

### Другие пульсирующие ВРД
В литературе встречается описание двигателей, подобных ПуВРД. 

- Бесклапанные ПуВРД, иначе — U-образные ПуВРД. В этих двигателях отсутствуют механические воздушные клапаны, а чтобы обратное движение рабочего тела не приводило к уменьшению тяги, тракт двигателя выполняется в форме латинской буквы «U», концы которой обращены назад по ходу движения аппарата, при этом истечение реактивной струи происходит сразу из обоих концов тракта. Поступление свежего воздуха в камеру сгорания осуществляется за счёт волны разрежения, возникающей после импульса и «вентилирующей» камеру, а изощрённая форма тракта служит для наилучшего выполнения этой функции. Отсутствие клапанов позволяет избавиться от характерного недостатка клапанного ПуВРД — их низкой долговечности (на самолёте-снаряде Фау-1 клапаны прогорали приблизительно после получаса полёта, чего вполне хватало для выполнения его боевых задач, но абсолютно неприемлемо для аппарата многоразового использования).

- Детонационные ПуВРД. (англоязычное название PDE) В этих двигателях горение топливной смеси происходит в режиме детонации (в отличие от дефлаграции, которая имеет место при горении топливно-воздушных смесей во всех ВРД, рассмотренных выше). Детонационная волна распространяется в топливной смеси гораздо быстрее, чем звуковая, поэтому за время химической реакции детонационного горения объём топливной смеси не успевает существенно увеличиться, а давление возрастает скачкообразно (до значений свыше 100 ат), таким образом имеет место изохорический (при постоянном объёме) нагрев рабочего тела. После этого начинается фаза расширения рабочего тела в сопле с образованием реактивной струи. Детонационные ПуВРД могут быть как с клапанами, так и без них. 
 Потенциальным преимуществом детонационного ПуВРД считается термический КПД более высокий, чем в ВРД любого другого типа. Практическая реализация этого двигателя находится в стадии эксперимента[8].

### Область применения ПуВРД
ПуВРД характеризуется как шумный и неэкономный, зато простой и дешёвый. Высокий уровень шума и вибрации вытекает из самого пульсирующего режима его работы. О неэкономном характере использования топлива свидетельствует обширный факел, «бьющий» из сопла ПуВРД — следствие неполного сгорания топлива в камере.
Сравнение ПуВРД с другими авиационными двигателями позволяет довольно точно определить область его применимости.
ПуВРД во много раз дешевле в производстве, чем газотурбинный или поршневой ДВС, поэтому при одноразовом применении он выигрывает экономически у них (разумеется, при условии, что он «справляется» с их работой). При длительной эксплуатации аппарата многоразового использования, ПуВРД проигрывает экономически этим же двигателям из-за расточительного расхода топлива.
По простоте и дешевизне ПВРД практически не уступает ПуВРД, но на скоростях менее 0,5М (600 км/ч) он неработоспособен. На более высоких скоростях, ПВРД превосходит по эффективности ПуВРД (при закрытом клапане резко возрастает лобовое сопротивление ПуВРД и на околозвуковых скоростях оно «съедает» почти всю тягу, создаваемую этим двигателем).
Совокупность этих обстоятельств и определяют ту нишу, в которой находит применение ПуВРД — беспилотные летательные аппараты одноразового применения с рабочими скоростями до 0,5М,— летающие мишени, беспилотные разведчики. По тем же причинам, двигатель также применяется в авиамоделизме.
Благодаря простоте и дешевизне ПуВРД имеют распространение в любительской авиации и авиамоделировании. Маленькие двигатели этого типа стали очень популярны среди авиамоделистов и в любительской авиации. По этой причине появились коммерческие фирмы, производящие на продажу для этих целей ПуВРД и клапаны к ним (быстроизнашивающаяся запчасть).
ПуВРД может использоваться не только в качестве двигателя, но и в качестве стационарной установки для генерации тепла.

## Видео
- PULSEJET 1 SPAIN на YouTube
- Dynajet Pulsejet Engine Overview & Starting на YouTube
- ThermalPulse 180 - 18 Valveless Pulsejet High Throttlel на YouTube
- 700lb thrust twin pulsejet на YouTube
- V1 Argus Pulsejet what a sound на YouTube
- Jim's Valveless Pulsejet Engine на YouTube
- Pulsejet dragster на YouTube
- V1 launching на YouTube
- V1 plus size pulsejet engine на YouTube